# 1241 Dysona
Dysona (asteroide 1241) é um asteroide da cintura principal com um diâmetro de 83,05 quilómetros, a 2,8482339 UA. Possui uma excentricidade de 0,1062723 e um período orbital de 2 078 dias (5,69 anos).
Dysona tem uma velocidade orbital média de 16,684283 km/s e uma inclinação de 23,53934º.
Esse asteroide foi descoberto em 4 de Março de 1932 por Harry Edwin Wood. Homenageia o astrônomo Frank Dyson.